# Filmjahr 1922
Liste der Filmjahre

◄◄ | ◄ | 1918 | 1919 | 1920 | 1921 | Filmjahr 1922 | 1923 | 1924 | 1925 | 1926 | ► | ►►

Weitere Ereignisse

## Ereignisse

### Uraufführungen

#### Deutschland
- 23. Februar: In Berlin wird der von Regisseur Dimitri Buchowetzki nach dem gleichnamigen Theaterstück von William Shakespeare gedrehte Spielfilm Othello uraufgeführt. Die Hauptrolle spielt Emil Jannings.

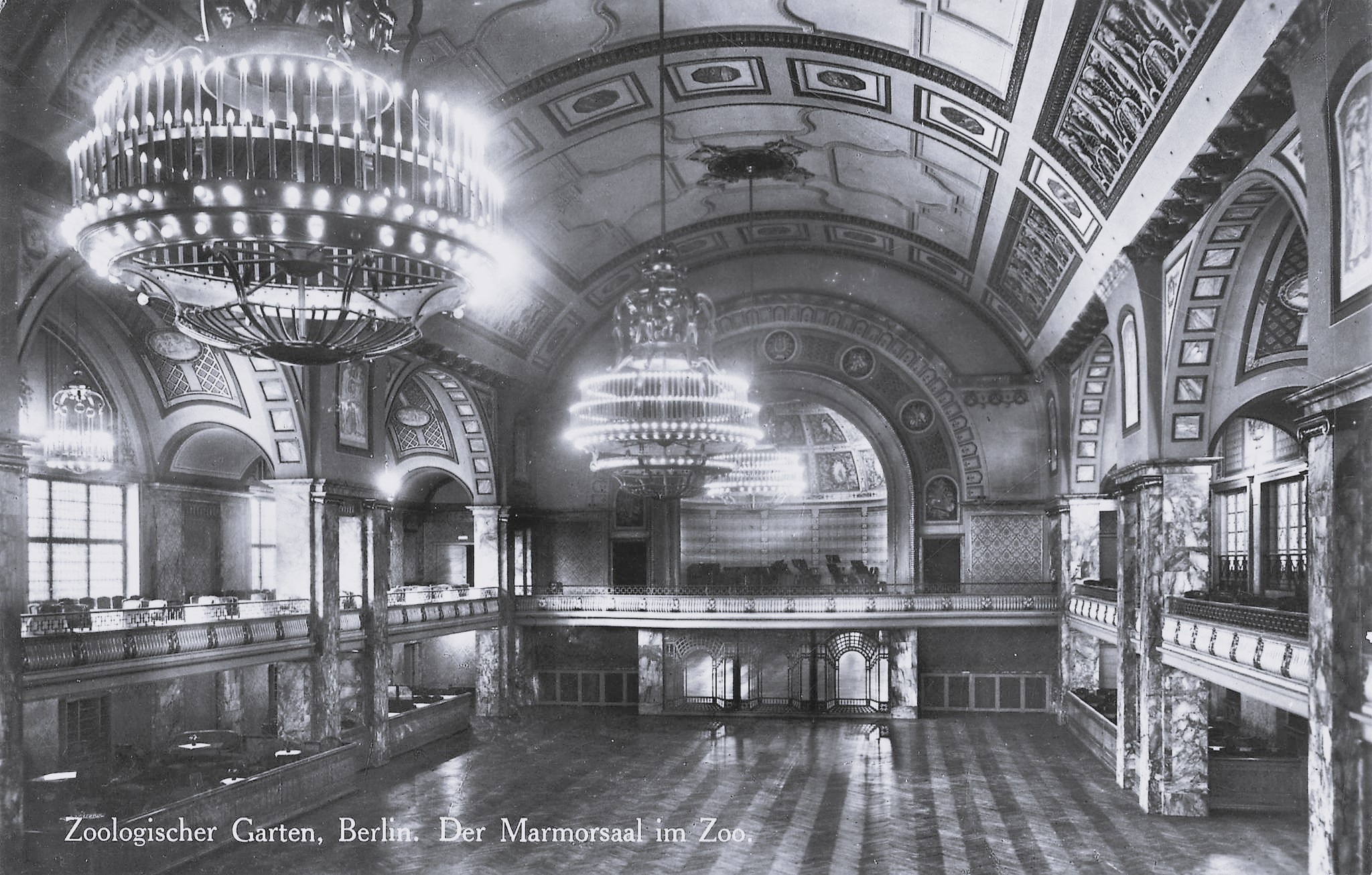
Der Marmorsaal im Zoologischen Garten Berlin auf einer Postkarte um 1900

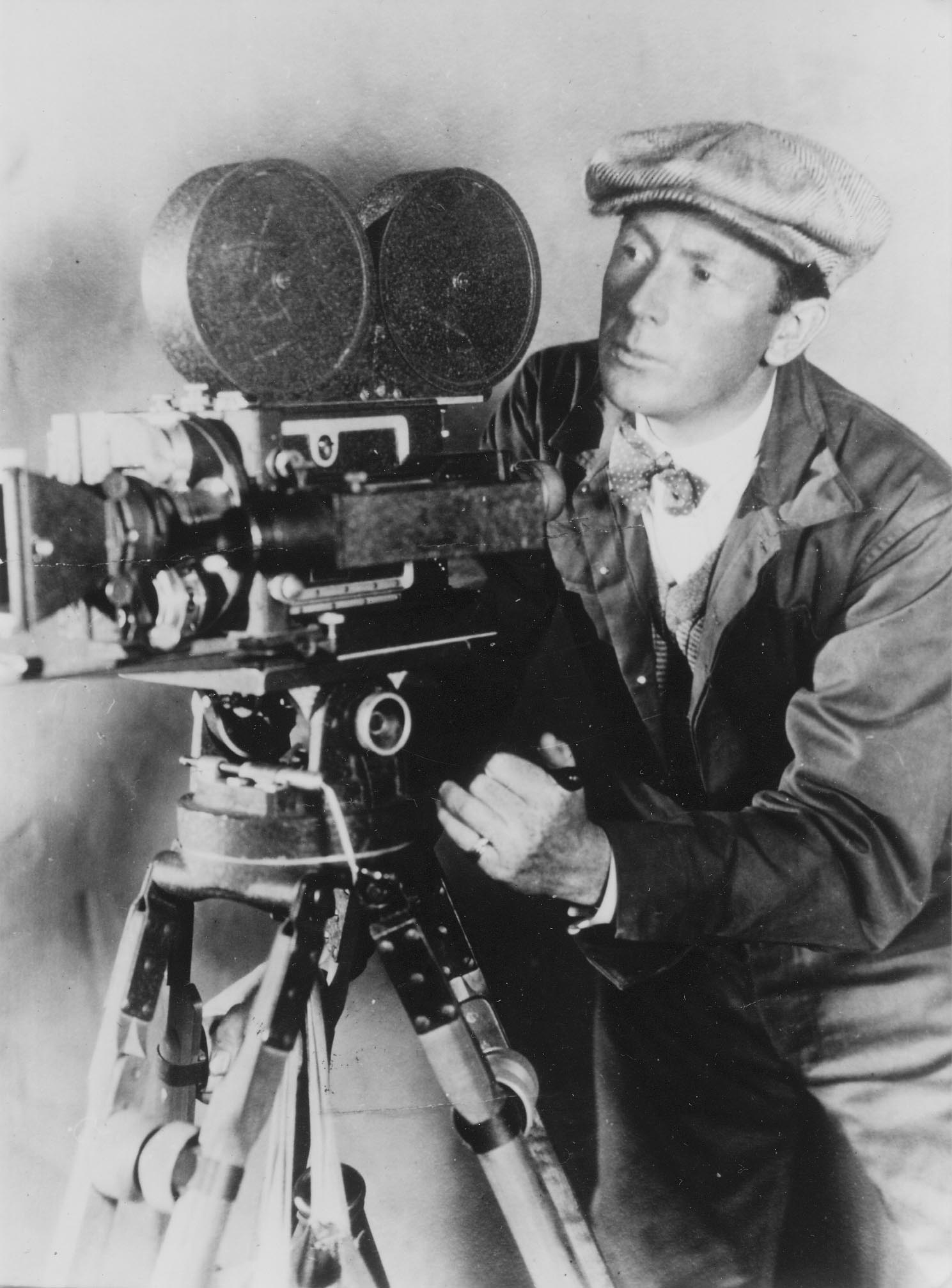
Friedrich Wilhelm Murnau um 1920

- 4. März: Der Stummfilm Nosferatu – Eine Symphonie des Grauens mit Max Schreck in der Titelrolle hat seine Uraufführung im Marmorsaal des Zoologischen Gartens Berlin. Dieser unter der Regie von Friedrich Wilhelm Murnau entstandene Film gilt als einer der ersten Vertreter des Horrorfilms. Mit seiner visuellen Gestaltung übte er einen großen Einfluss auf das Genre aus.
- 9. März: Das Filmdrama Der brennende Acker von Friedrich Wilhelm Murnau nach dem Drehbuch von Willy Haas und Thea von Harbou wird im Marmorhaus in Berlin uraufgeführt. In den Hauptrollen sind Eugen Klöpfer und Wladimir Gaidarow sowie Lya de Putti und Stella Arbenina zu sehen. Die Bauten des viragierten Stummfilms stammen von Rochus Gliese.

Logo Dr Mabuse

- 27. April/26. Mai: Dr. Mabuse, der Spieler, ein Stummfilm des Regisseurs Fritz Lang, basierend auf der durch Thea von Harbou adaptierten Romanvorlage von Norbert Jacques, wird in zwei Teilen uraufgeführt. Auf den sensationellen Erfolg folgen noch weitere Filme mit dem Superverbrecher Dr. Mabuse.
- 17. September: Die deutschen Ingenieure Hans Vogt, Jo Benedict Engl und Joseph Massolle stellen in den Alhambra-Lichtspielen am Kurfürstendamm mit dem von Erwin Báron produzierten Einakter Der Brandstifter den ersten Tonfilm nach dem Lichttonverfahren vor. Aufgrund mangelnder Nachfrage in Deutschland sind sie jedoch gezwungen, die Erfindung günstig an eine Schweizer Kapitalgesellschaft zu verkaufen, die das Verfahren an die Fox-Case Corporation veräußert.
- 29. Dezember: Nachdem Rechtsradikale bereits im November versucht haben, das Filmnegativ zu vernichten, wird der Spielfilm Nathan der Weise von Manfred Noa mit Werner Krauß in der Titelrolle im Berliner Alhambra uraufgeführt. Der Film erhält positive Kritiken, fällt aber bald der antijüdischen Propaganda zum Opfer. Es handelt sich um die bisher einzige Verfilmung des gleichnamigen Stücks von Gotthold Ephraim Lessing.

#### Österreich
- 13. Oktober: Der am Laaer Berg gedrehte Monumentalstummfilm Sodom und Gomorrha: Die Legende von Sünde und Strafe von Michael Curtiz ist die teuerste Produktion der österreichischen Filmgeschichte. Je nach Angaben waren bei der Herstellung des Films zwischen 3.000 und 14.000 Personen beschäftigt. Produzent ist Sascha Kolowrat-Krakowsky. Die Hauptrollen spielen Lucy Doraine und Walter Slezak. Unter den Statisten befinden sich eigenen Angaben nach Willi Forst, Hans Thimig, Paula Wessely und Béla Balázs.

#### Vereinigte Staaten

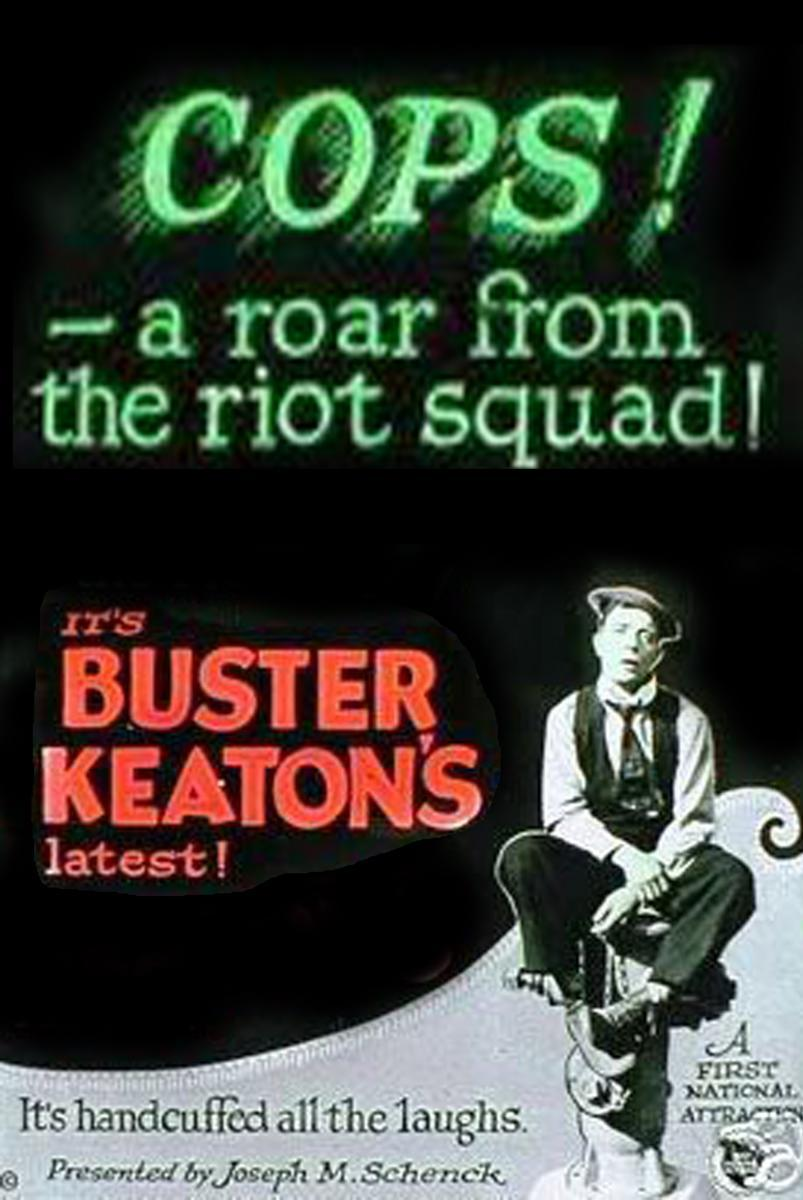
Poster für Cops

- 11. März: Buster Keatons Kurzfilm Cops wird uraufgeführt. Der Stummfilm gilt als einer der klassischen Slapstick-Filme mit und von Buster Keaton und als einer von Buster Keatons besten Kurzfilmen überhaupt.
- 2. April: In New York findet die Premiere von Charlie Chaplins Film Zahltag statt.
- Mai: In dem Abenteuerfilm The Man from Hell's River von Irving Cummings wird erstmals der Deutsche Schäferhund Rin Tin Tin als Filmhund eingesetzt.
- 22. August: Der Stummfilm Blood and Sand von Fred Niblo nach dem Roman Sangre y arena des Schriftstellers Vicente Blasco Ibáñez hat seine Uraufführung im Rialto Theater in Los Angeles. Der Film hilft Rudolph Valentino, sich als Star zu etablieren. An seiner Seite spielen Lila Lee und Nita Naldi.

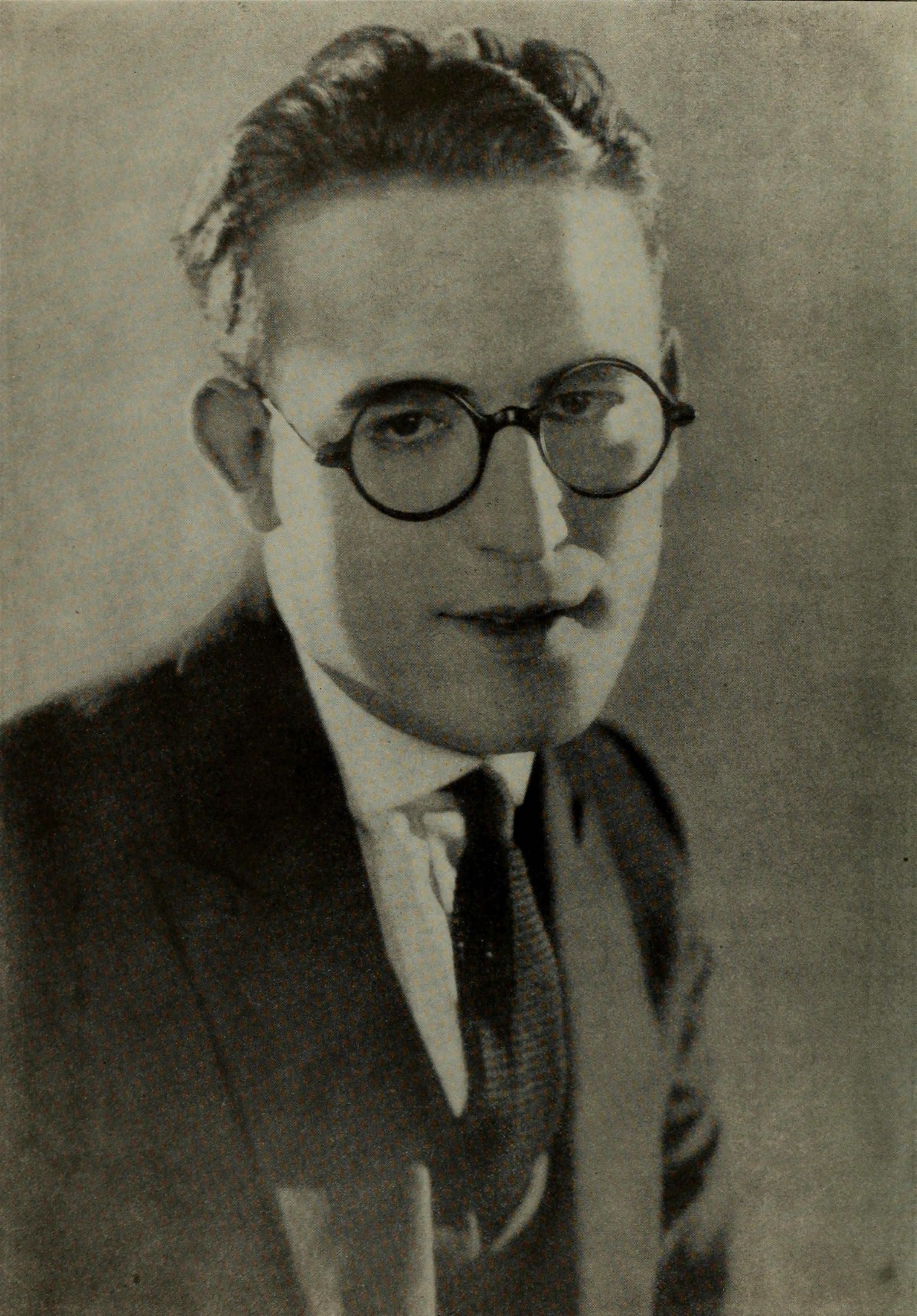
Harold Lloyd 1922

- 3. September: Großmutters Liebling von Hal Roach mit Harold Lloyd ist einer der ersten Filme, die eine Komödienhandlung mit einer ernsthaften Geschichte und glaubwürdigen Figuren verbinden. Durch den Erfolg bei Kritik und Publikum wird Lloyd zu einem der drei großen Stummfilmkomiker neben Charlie Chaplin und später Buster Keaton.
- 24. September: Das Stummfilmdrama Manslaughter von Cecil B. DeMille mit Thomas Meighan, Leatrice Joy und Lois Wilson hat seine Uraufführung. Es ist der erste Film, der einen erotischen Kuss zwischen zwei Frauen zeigt.

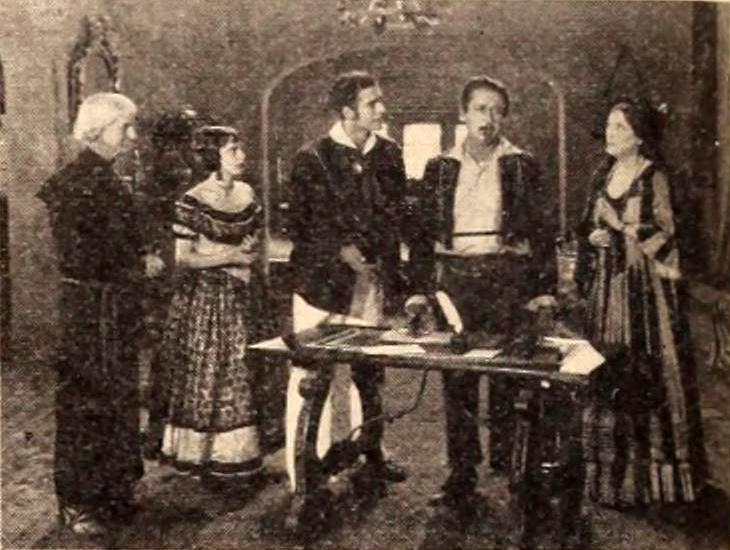
Szene aus The Power of Love

- 27. September: Der Stummfilm The Power of Love von Regisseur Nat G. Deverich und Produzent Harry K. Fairall mit Barbara Bedford und Noah Beery hat seine Uraufführung im Theater des Ambassador Hotel in Los Angeles. Dieser Film gilt als erster 3D-Langfilm. Der Film nutzt das Anaglyph-3D-Verfahren. Eine Besonderheit ist, dass der Zuschauer entscheiden kann, ob er ein Happy End oder ein tragisches Ende sehen will, indem er ein Auge schließt.

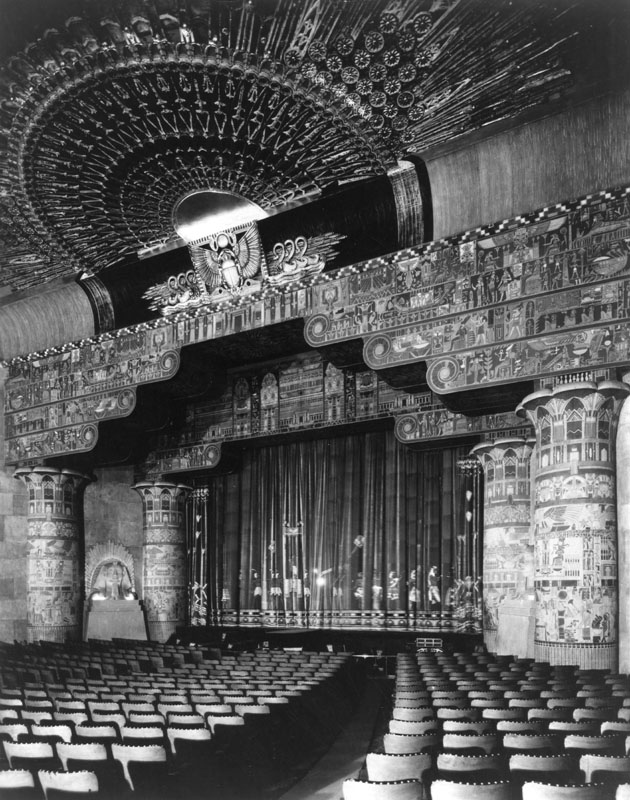
Inneres des Grauman’s Egyptian Theatre (1922)

- 18. Oktober: Grauman’s Egyptian Theatre wird mit dem Film Robin Hood von und mit Douglas Fairbanks, einem der teuersten, aber auch erfolgreichsten Filme der 20er Jahre eröffnet. Grauman’s ist das erste große Uraufführungskino in Hollywood.

### Weitere Ereignisse
- 1. Februar: Der Filmregisseur William Desmond Taylor wird in seinem Haus in Los Angeles erschossen aufgefunden. Die Umstände seines Todes werden nie geklärt.
- 12. April: Roscoe Arbuckle wird in einem dritten Prozess von jeglichem Verschulden am Tod Virginia Rappes freigesprochen. Seine Karriere ist nach dem Arbuckle-Skandal dennoch zu Ende.
- Am 31. Dezember wird der Filmbund gegründet, ein Zusammenschluss aller Interessenvertretungen der österreichischen Filmschaffenden.

### Erfolgreichste Filme
Die zehn erfolgreichsten Filme an den US-amerikanischen Kinokassen nach Einspielergebnis.
| Platz | Filmtitel                | Einspielergebnis in US-Dollar |       |
| ----- | ------------------------ | ----------------------------- | ----- |
| 1.    | Robin Hood               | 2.101.044                     | [ 1 ] |
| 2.    | Blood and Sand           | 1.250.000                     | [ 2 ] |
| 3.    | Manslaughter             | 1.206.014                     | [ 3 ] |
| 4.    | Grandma's Boy            | 1.100.000                     | [ 2 ] |
| 5.    | Smilin' Through          | 1.000.000                     | [ 2 ] |
| 6.    | Saturday Night           | 753.807                       | [ 3 ] |
| 7.    | Rags to Riches           | 418.000                       | [ 4 ] |
| 8.    | Heroes of the Street     | 366.000                       | [ 4 ] |
| 9.    | The Beautiful and Damned | 327.000                       | [ 4 ] |
| 10.   | Your Best Friend         | 132.000                       | [ 4 ] |

### Filmpreise und Auszeichnungen
- Photoplay Award: Robin Hood von Allan Dwan

## Geboren

### Januar/Februar
- 10. Januar: Lasse Kolstad, norwegischer Schauspieler († 2012)
- 10. Januar: Hannelore Schroth, deutsche Schauspielerin († 1987)
- 13. Januar: Albert Lamorisse, französischer Regisseur († 1970)
- 13. Januar: Toni Ucci, italienischer Schauspieler († 2014)
- 14. Januar: Helga Göring, deutsche Schauspielerin († 2010)

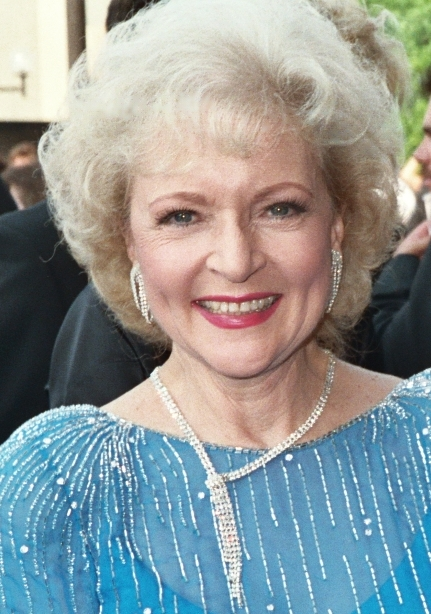
Betty White, 1988

- 17. Januar: Betty White, US-amerikanische Schauspielerin († 2021)
- 19. Januar: Jerzy Kawalerowicz, polnischer Regisseur († 2007)
- 19. Januar: Guy Madison, US-amerikanischer Schauspieler († 1996)
- 21. Januar: Telly Savalas, US-amerikanischer Schauspieler († 1994)
- 21. Januar: Paul Scofield, britischer Schauspieler († 2008)
- 24. Januar: Daniel Boulanger, französischer Drehbuchautor und Schauspieler († 2014)
- 31. Januar: Joanne Dru, US-amerikanische Schauspielerin († 1996)
- 04. Februar: William Edward Phipps, US-amerikanischer Schauspieler († 2018)
- 06. Februar: Patrick Macnee, britisch-US-amerikanischer Schauspieler († 2015)
- 06. Februar: Haskell Wexler, US-amerikanischer Kameramann und Dokumentarfilmregisseur († 2015)
- 07. Februar: Leon Bibb, US-amerikanischer Sänger, Schauspieler und Komponist († 2015)
- 12. Februar: Kay Rose, US-amerikanische Tontechnikerin († 2002)

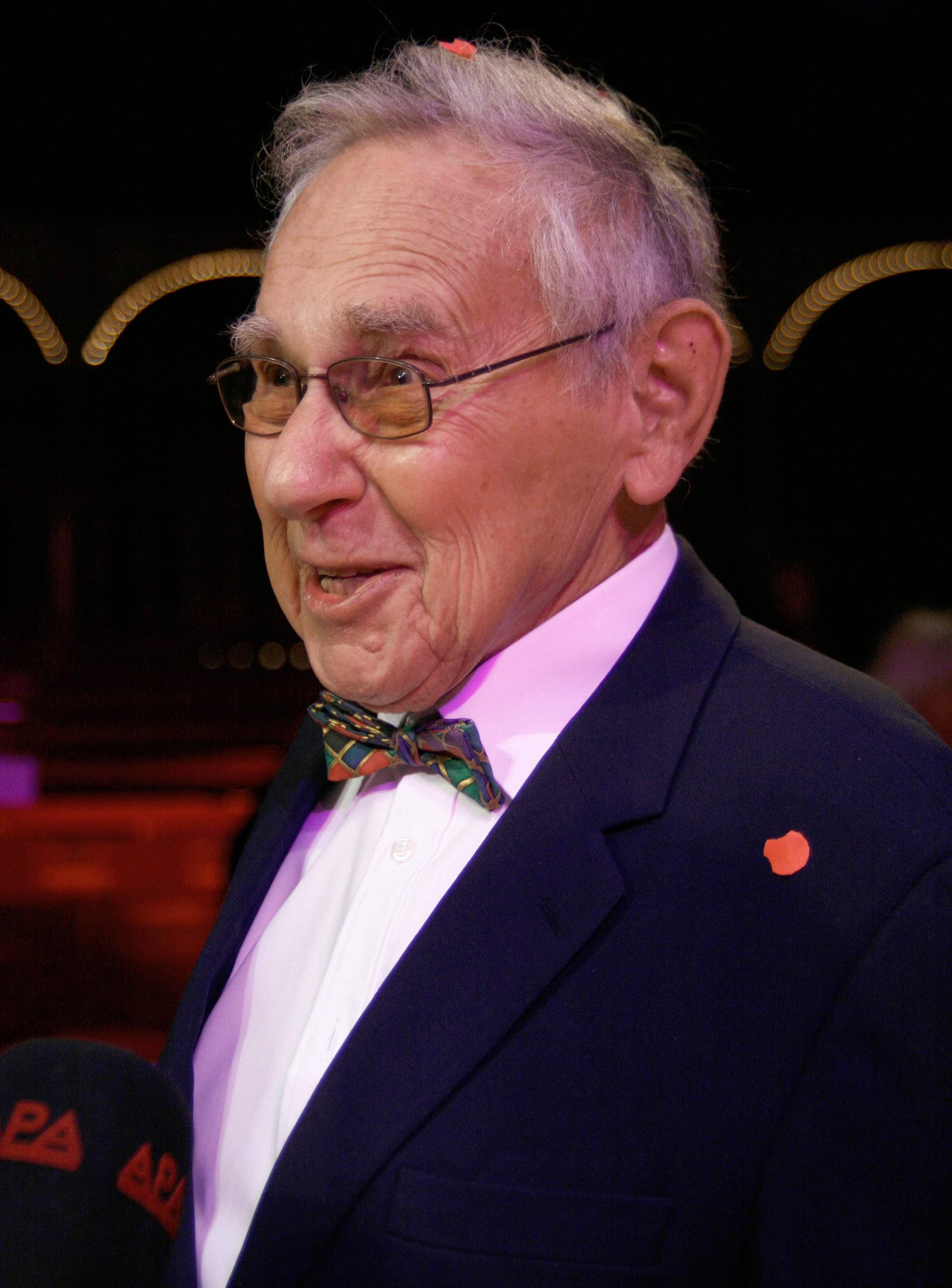
Otto Tausig (* 13. Februar)

- 13. Februar: Otto Tausig, österreichischer Schauspieler, Drehbuchautor und Regisseur († 2011)
- 16. Februar: Faith Brook, britische Schauspielerin († 2012)
- 22. Februar: Riccardo Ghione, italienischer Regisseur, Drehbuchautor und Produzent († 2003)
- 22. Februar: Marie Mergey, französische Schauspielerin († 2017)
- 24. Februar: Steven Hill, US-amerikanischer Schauspieler († 2016)
- 26. Februar: Margaret Leighton, britische Schauspielerin († 1976)

### März/April
- 05. März: James Noble, US-amerikanischer Schauspieler († 2016)
- 05. März: Pier Paolo Pasolini, italienischer Regisseur († 1975)
- 06. März: Jean Martin, französischer Schauspieler († 2009)
- 07. März: Arthur P. Jacobs, US-amerikanischer Produzent († 1973)
- 08. März: Cyd Charisse, US-amerikanische Schauspielerin († 2008)

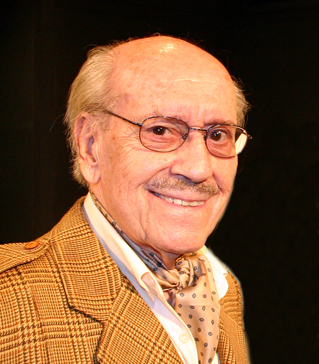
José Luis López Vázquez (* 11. März)

- 11. März: José Luis López Vázquez, spanischer Schauspieler († 2009)
- 14. März: China Zorrilla, uruguayische Schauspielerin und Regisseurin († 2014)
- 20. März: Carl Reiner, US-amerikanischer Schauspieler († 2020)
- 21. März: Russ Meyer, US-amerikanischer Regisseur († 2004)
- 22. März: Stewart Stern, US-amerikanischer Drehbuchautor († 2015)
- 23. März: Ugo Tognazzi, italienischer Schauspieler († 1990)
- 28. März: Edith Klinger, österreichische Schauspielerin († 2013)
- 31. März: Richard Kiley, US-amerikanischer Schauspieler († 1999)

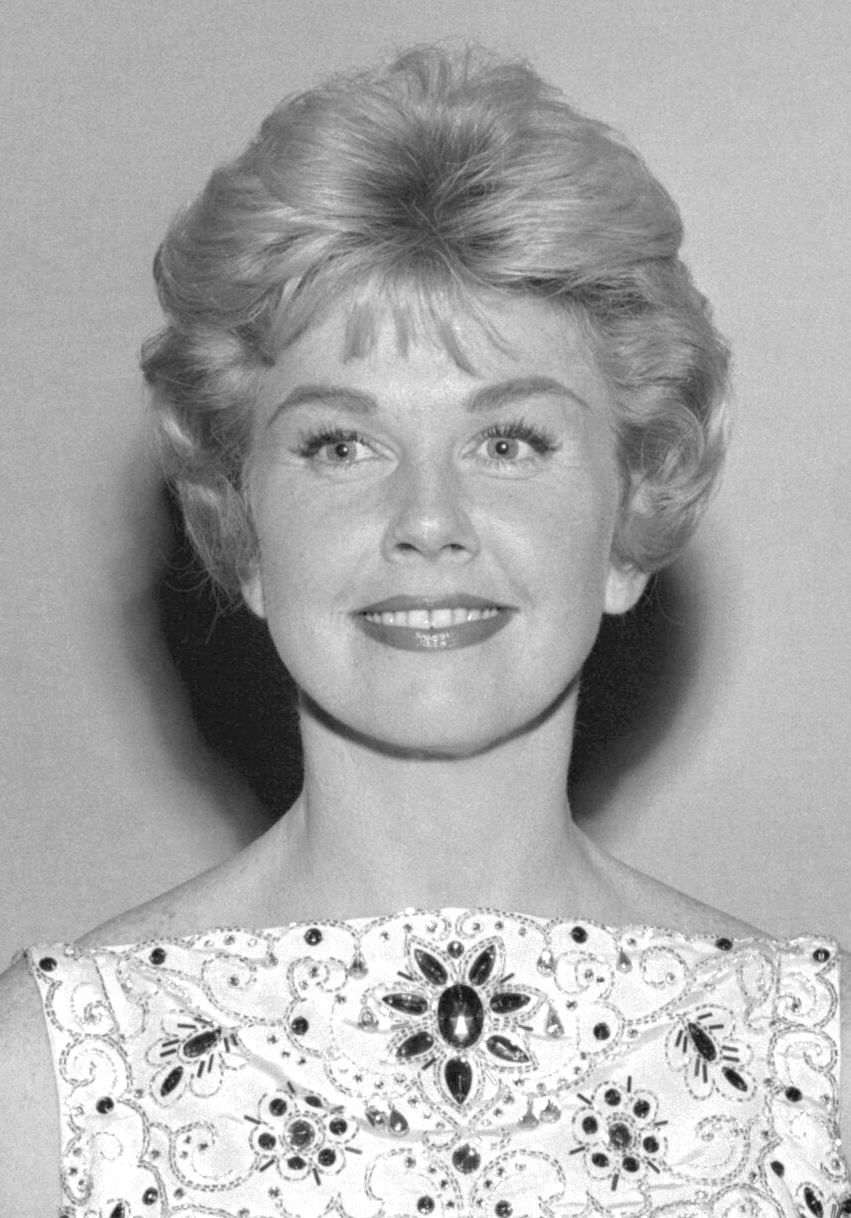
Doris Day (* 3. April)

- 03. April: Doris Day, US-amerikanische Schauspielerin († 2019)
- 03. April: Carlo Lizzani, italienischer Regisseur, Drehbuchautor, Kritiker und Schauspieler († 2013)
- 04. April: Elmer Bernstein, US-amerikanischer Komponist († 2004)
- 04. April: Wolf Petersen, deutscher Schauspieler und Synchronsprecher († 1980)
- 05. April: Gale Storm, US-amerikanische Schauspielerin († 2009)
- 07. April: Margia Dean, US-amerikanische Schauspielerin († 2023)
- 10. April: Jerzy Lipman, polnischer Kameramann († 1983)
- 11. April: Ernie Felice, US-amerikanischer Musiker und Schauspieler († 2015)
- 13. April: John Braine, britischer Schriftsteller und Drehbuchautor († 1986)
- 14. April: María Luisa Bemberg, argentinische Regisseurin und Drehbuchautorin († 1995)
- 15. April: Michael Ansara, US-amerikanischer Schauspieler († 2013)
- 18. April: Thomas Engel, deutscher Regisseur und Drehbuchautor († 2015)
- 18. April: Barbara Hale, US-amerikanische Schauspielerin († 2017)
- 19. April: Don Sharp, britischer Regisseur, Drehbuchautor, Schauspieler und Produzent († 2011)

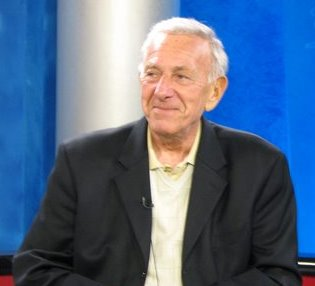
Jack Klugman (* 27. April)

- 27. April: Jack Klugman, US-amerikanischer Schauspieler († 2012)

### Mai/Juni
- 02. Mai: Serge Reggiani, französischer Schauspieler († 2004)
- 05. Mai: Monica Lewis, US-amerikanische Schauspielerin († 2015)
- 07. Mai: Tony Leblanc, spanischer Schauspieler († 2012)
- 10. Mai: Margaret Field, US-amerikanische Schauspielerin († 2011)
- 13. Mai: Beatrice Arthur, US-amerikanische Schauspielerin († 2009)
- 15. Mai: Dora Doll, französische Schauspielerin († 2015)
- 17. Mai: Antje Weisgerber, deutsche Schauspielerin († 2004)
- 18. Mai: Adrian Hoven, österreichischer Schauspieler († 1981)
- 18. Mai: Bill Macy, US-amerikanischer Schauspieler († 2019)
- 18. Mai: Werner Riepel, deutscher Schauspieler und Synchronsprecher († 2012)
- 24. Mai: Don Megowan, US-amerikanischer Schauspieler († 1981)

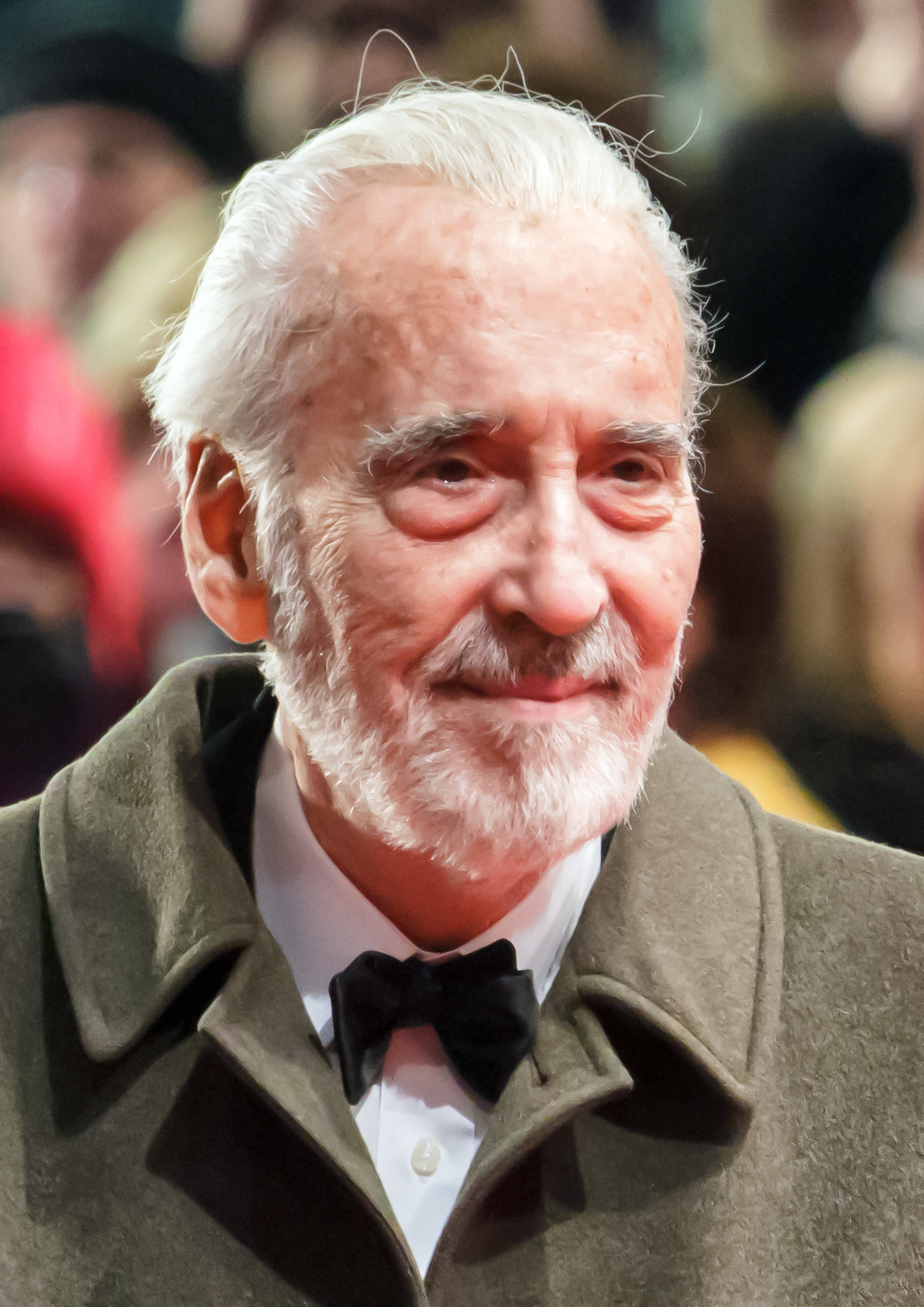
Christopher Lee (* 27. Mai)

- 27. Mai: Christopher Lee, britischer Schauspieler († 2015)

- 01. Juni: Joan Copeland, US-amerikanische Schauspielerin († 2022)
- 02. Juni: Juan Antonio Bardem, spanischer Regisseur und Drehbuchautor († 2002)
- 02. Juni: Ruth Bunkenburg, deutsche Schauspielerin († 2015)
- 03. Juni: Alain Resnais, französischer Regisseur († 2014)
- 09. Juni: George Axelrod, US-amerikanischer Regisseur und Drehbuchautor († 2003)
- 10. Juni: Judy Garland, US-amerikanische Schauspielerin († 1969)
- 11. Juni: Michael Cacoyannis, griechischer Regisseur und Drehbuchautor († 2011)
- 17. Juni: Dieter Wedekind, deutscher Kameramann († 2014)
- 24. Juni: Jack Carter, US-amerikanischer Schauspieler, Komiker und Moderator († 2015)
- 26. Juni: Eleanor Parker, US-amerikanische Schauspielerin († 2013)
- 26. Juni: Dick Smith, US-amerikanischer Maskenbildner († 2014)
- 29. Juni: Ralph Burns, US-amerikanischer Komponist († 2001)
- 29. Juni: Georg Marischka, österreichischer Schauspieler und Regisseur († 1999)

### Juli/August
- 06. Juli: William Schallert, US-amerikanischer Schauspieler († 2016)
- 14. Juli: Gerd Michael Henneberg, deutscher Schauspieler († 2011)
- 23. Juli: Damiano Damiani, italienischer Regisseur und Drehbuchautor († 2013)
- 26. Juli: Blake Edwards, US-amerikanischer Regisseur, Drehbuchautor und Schauspieler († 2010)
- 26. Juli: Jason Robards, US-amerikanischer Schauspieler († 2000)
- 27. Juli: Norman Lear, US-amerikanischer Drehbuchautor († 2023)

- 04. August: Franco Brusati, italienischer Regisseur und Drehbuchautor († 1993)
- 08. August: Rory Calhoun, US-amerikanischer Schauspieler († 1999)
- 20. August: Karl Baumgartner, deutscher SFX-Techniker († 2012)
- 22. August: Micheline Presle, französische Schauspielerin († 2024)
- 23. August: Jean Darling, US-amerikanische Schauspielerin († 2015)
- 23. August: Robert Fletcher, US-amerikanischer Kostümbildner († 2021)

### September/Oktober

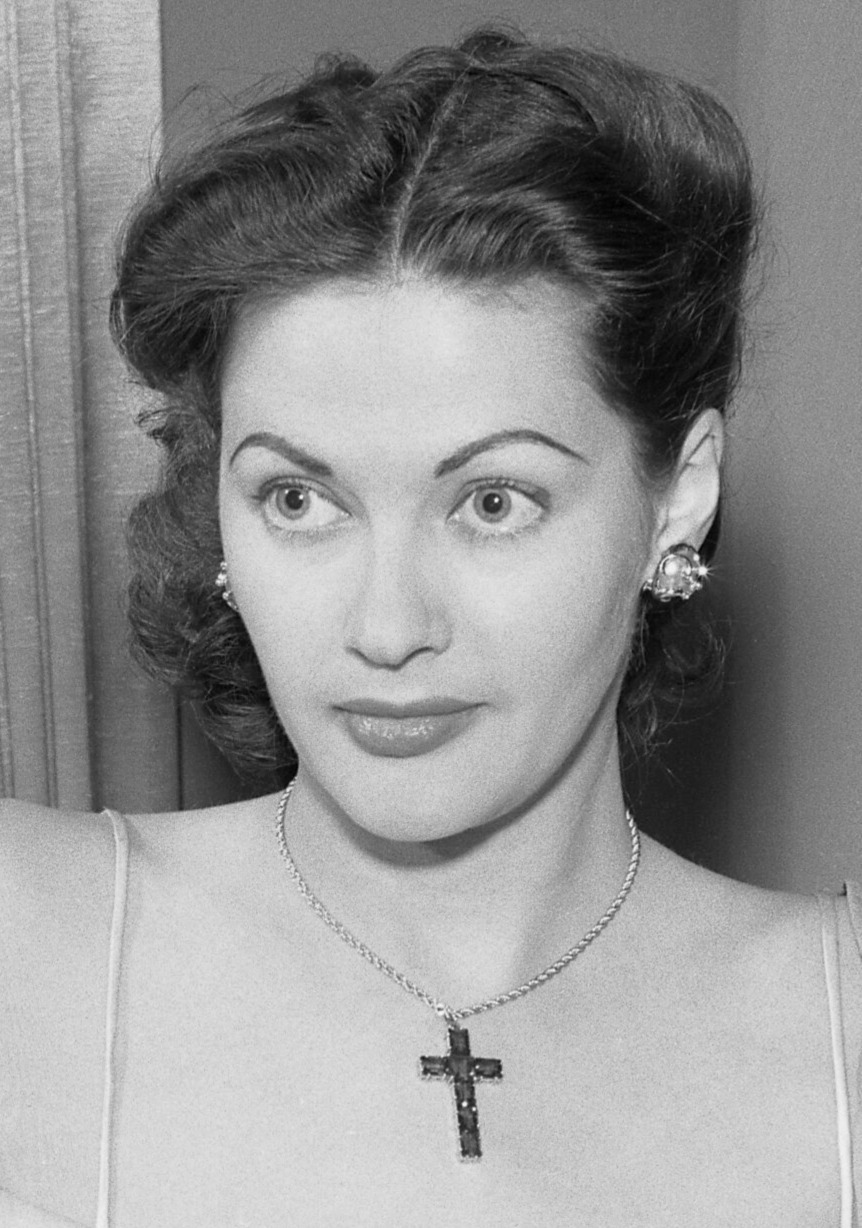
Yvonne De Carlo (* 1. September)

- 01. September: Yvonne De Carlo, kanadische Schauspielerin († 2007)
- 01. September: Vittorio Gassman, italienischer Schauspieler († 2000)
- 02. September: Wolfgang Urchs, deutscher Animator († 2016)
- 03. September: Burt Kennedy, US-amerikanischer Drehbuchautor und Regisseur († 2001)
- 08. September: Sid Caesar, US-amerikanischer Schauspieler und Komiker († 2014)
- 11. September: Robert Day, britischer Regisseur und Drehbuchautor († 2017)
- 15. September: Bob Anderson, britischer Stuntman und Schauspieler († 2012)
- 15. September: Jackie Cooper, US-amerikanischer Schauspieler und Regisseur († 2011)
- 16. September: Guy Hamilton, britischer Regisseur († 2016)
- 16. September: Janis Paige, US-amerikanische Schauspielerin († 2024)
- 18. September: Grayson Hall, US-amerikanische Schauspielerin († 1985)
- 24. September: Bert I. Gordon, US-amerikanischer Regisseur, Produzent und Drehbuchautor († 2023)
- 27. September: Arthur Penn, US-amerikanischer Regisseur († 2010)

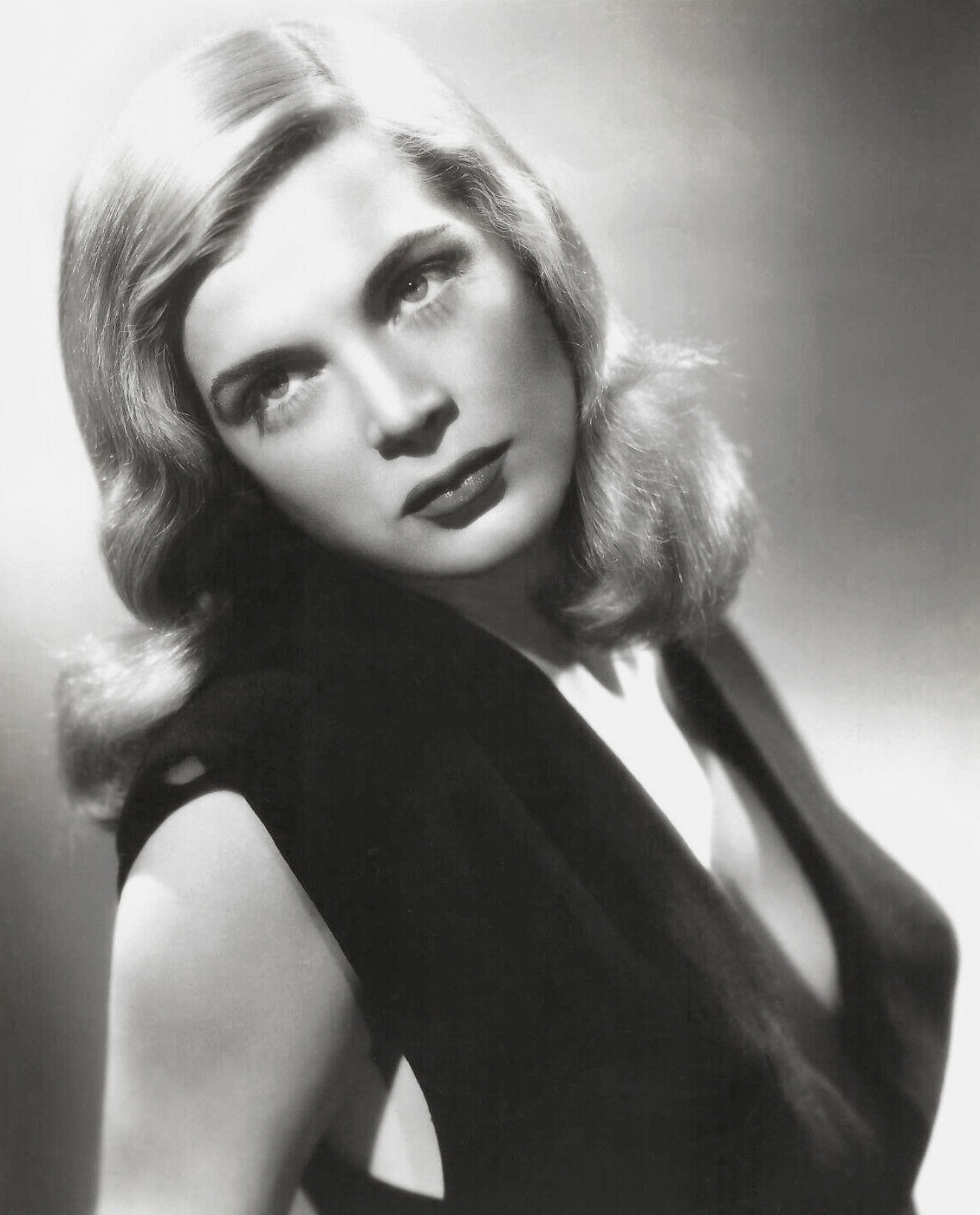
Lizabeth Scott (* 29. September)

- 29. September: Lizabeth Scott, US-amerikanische Schauspielerin († 2015)
- 05. Oktober: Woodrow Parfrey, US-amerikanischer Schauspieler († 1984)
- 06. Oktober: Teala Loring, US-amerikanische Schauspielerin († 2007)
- 07. Oktober: Martha Stewart, US-amerikanische Schauspielerin († 2021)
- 09. Oktober: Fyvush Finkel, US-amerikanischer Schauspieler († 2016)
- 13. Oktober: Gilberto Mendes, brasilianischer Komponist und Schauspieler († 2016)
- 27. Oktober: Poul Bundgaard, dänischer Schauspieler († 1998)
- 27. Oktober: Ruby Dee, US-amerikanische Schauspielerin († 2014)

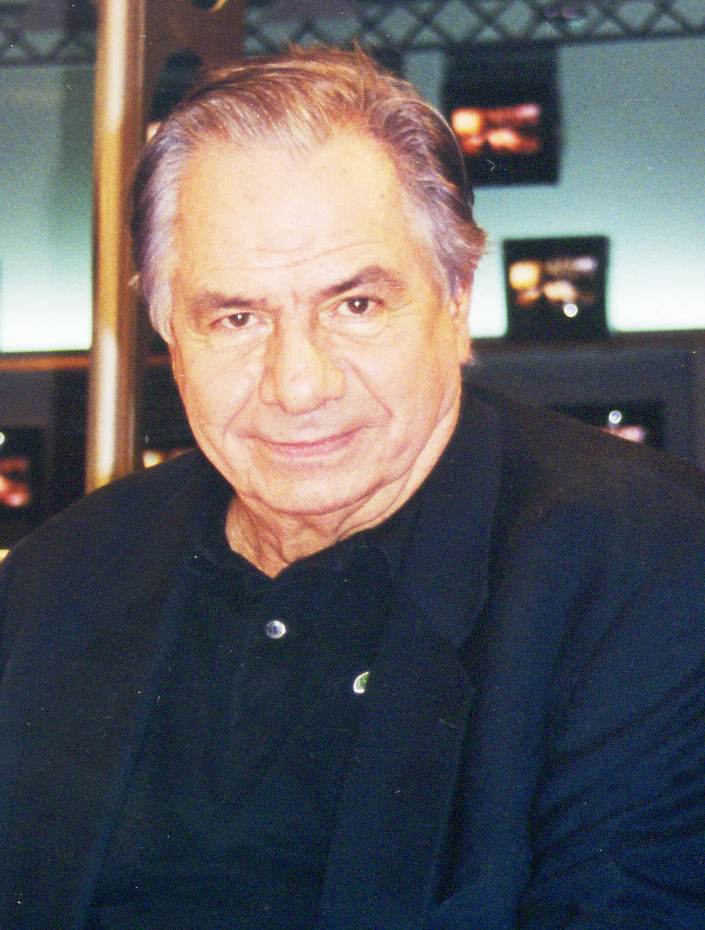
Michel Galabru (* 27. Oktober)

- 27. Oktober: Michel Galabru, französischer Schauspieler († 2016)
- 31. Oktober: Barbara Bel Geddes, US-amerikanische Schauspielerin († 2005)

### November/Dezember
- 03. November: Spyros Kalogirou, griechischer Schauspieler († 2009)
- 09. November: Erich Ebert, deutscher Schauspieler, Synchronsprecher und Dialogregisseur († 2000)
- 11. November: Fred J. Koenekamp, US-amerikanischer Kameramann († 2017)
- 12. November: Kim Hunter, US-amerikanische Schauspielerin († 2002)
- 13. November: Madeleine Sherwood, kanadische Schauspielerin († 2016)
- 13. November: Oskar Werner, österreichischer Schauspieler († 1984)
- 14. November: Phyllis Avery, US-amerikanische Schauspielerin († 2011)

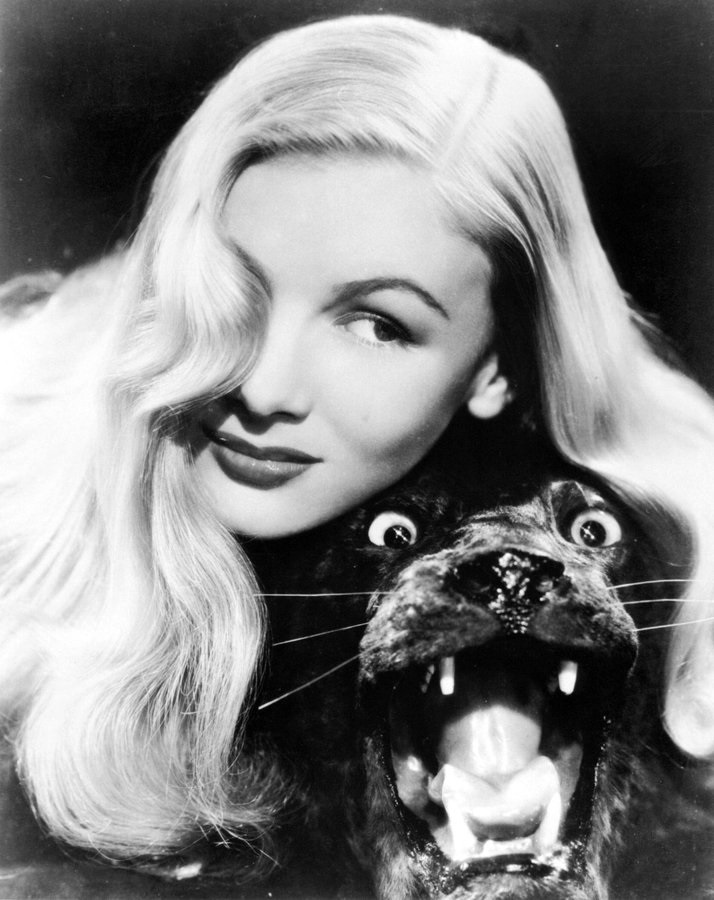
Veronica Lake (* 14. November)

- 14. November: Veronica Lake, US-amerikanische Schauspielerin († 1973)
- 15. November: Francesco Rosi, italienischer Regisseur und Drehbuchautor († 2015)
- 16. November: Patricia Barry, US-amerikanische Schauspielerin († 2016)
- 16. November: Janusz Morgenstern, polnischer Regisseur und Produzent († 2011)
- 19. November: Wilmut Borell, deutscher Schauspieler († 1997)
- 21. November: Maria Casarès, französische Schauspielerin († 1996)
- 27. November: Jacqueline White, US-amerikanische Schauspielerin
- 01. Dezember: Charles Gérard, französischer Schauspieler und Regisseur († 2019)
- 01. Dezember: Paul Picerni, US-amerikanischer Schauspieler († 2011)
- 03. Dezember: Sven Nykvist, schwedischer Kameramann († 2006)

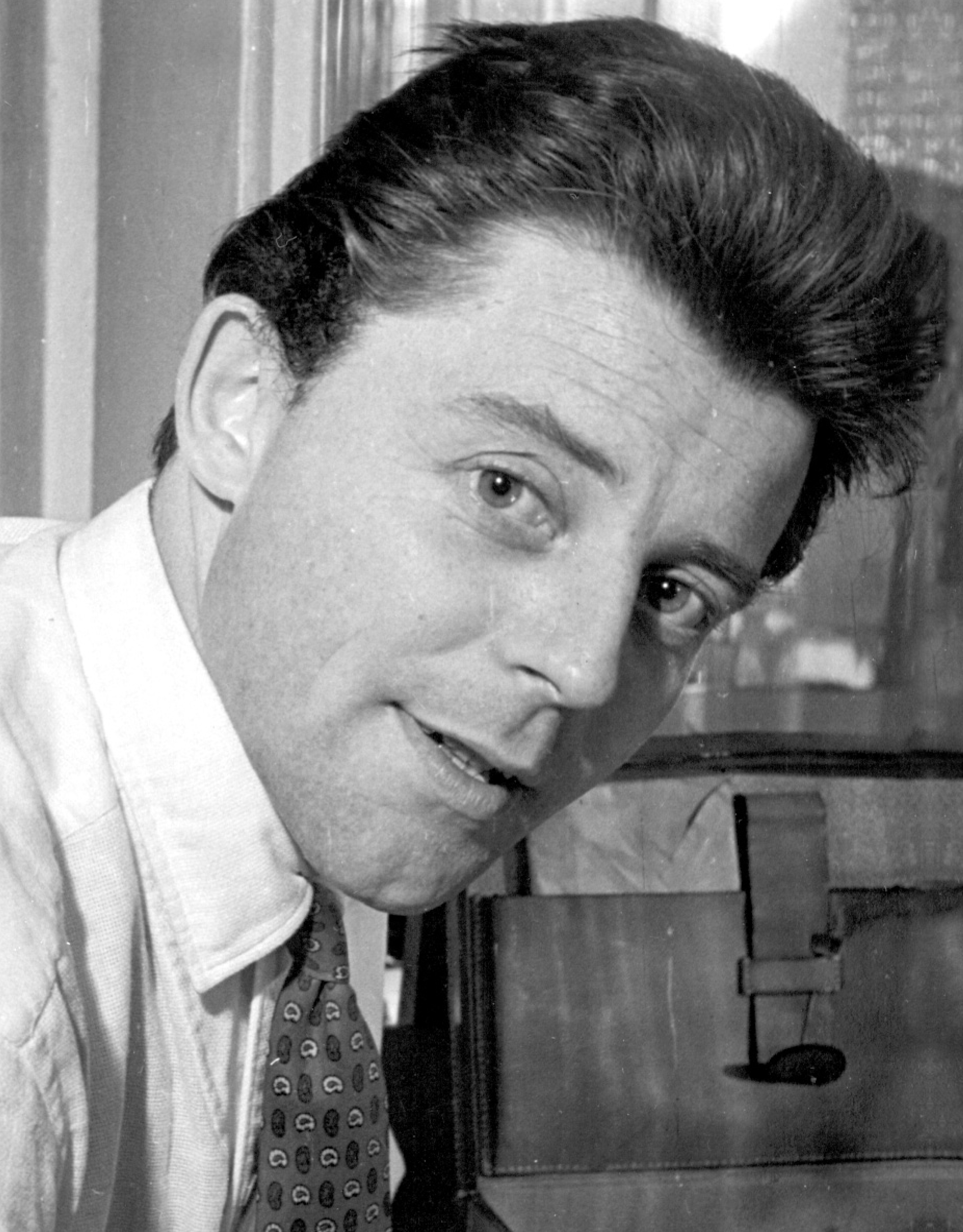
Gérard Philipe (* 4. Dezember)

- 04. Dezember: Gérard Philipe, französischer Schauspieler († 1959)
- 08. Dezember: Jean Porter, US-amerikanische Schauspielerin († 2018)
- 11. Dezember: Dilip Kumar, indischer Schauspieler († 2021)
- 20. Dezember: Tom Gries, US-amerikanischer Regisseur († 1977)
- 21. Dezember: D. M. Marshman, Jr., US-amerikanischer Drehbuchautor († 2015)
- 22. Dezember: Ruth Roman, US-amerikanische Schauspielerin († 1999)
- 24. Dezember: Ava Gardner, US-amerikanische Schauspielerin († 1990)
- 24. Dezember: Jonas Mekas, litauischer Avantgarde-Filmemacher († 2019)
- 25. Dezember: Marcel Berbert, französischer Produzent und Schauspieler († 2005)
- 26. Dezember: Bernard Kates, US-amerikanischer Schauspieler († 2010)
- 28. Dezember: Ivan Desny, deutscher Schauspieler († 2002)

## Gestorben
- 11. September: Anton Kolm, österreichischer Filmpionier, Regisseur (* 1865)
- 24. November: Ludwig Hartau, deutscher Schauspieler (* 1877)